# Lars Boven
Lars Boven (* 13. August 2001 in Reutum (Tubbergen)) ist ein niederländischer Radrennfahrer.

## Sportlicher Werdegang
Als Junior war Boven sowohl im Cyclocross als auch auf der Straße aktiv. Im Cyclocross nahm er an Weltcup sowie Weltmeisterschaften teil, ohne dabei Spitzenergebnisse zu erzielen. Dagegen konnte er auf der Straße insbesondere in seiner zweiten Saison als Junior auf sich aufmerksam machen. So wurde er 2019 Niederländischer Junioren-Meister im Einzelzeitfahren und gewann bei den Europameisterschaften die Silbermedaille in der Disziplin. Im UCI Men Juniors Nations’ Cup wurde er Dritter im Juniorenrennen von Paris–Roubaix und Zweiter der Gesamtwertung der Tour du Pays de Vaud. 
Mit dem Wechsel in die U23 wurde Boven zur Saison 2020 Mitglied im Jumbo-Visma Development Team und konzentrierte sich ausschließlich auf die Straße. Seinen ersten Erfolg erzielte er bereits in der ersten Saison mit dem Gewinn der zweiten Etappe der Bałtyk-Karkonosze Tour. In der Saison 2021 folgten zwei Prologsiege bei kleineren Rundfahrten, bevor er in der Saison 2023 die Gesamtwertung der Flanders Tomorrow Tour für sich entschied. Zudem gewann er mit der Nationalmannschaft die Bronzemedaille im U23 Mixed-Staffel bei den UEC-Straßen-Europameisterschaften 2022. Obwohl Boven auch 2023 noch für das Development Team fährt, wurde er bereits mehrfach im UCI WorldTeam eingesetzt, unter anderem bei der Deutschland Tour 2022 und der Valencia-Rundfahrt 2023. 
Nach vier Jahren im Development Team von Jumbo-Visma wurde Boven nicht in dessen Elite-Team übernommen. Jedoch erhielt er zur Saison 2024 einen Profi-Vertrag beim Team Alpecin-Deceuninck. Bestes Ergebnis in seiner Debütsaison als Radprofi war ein dritter Etappenrang bei der Tour Down Under.

## Erfolge
2018
- Mannschaftszeitfahren Tour du Pays de Vaud

2019
- Niederländischer Meister – Einzelzeitfahren (Junioren)
- Europameisterschaften – Einzelzeitfahren (Junioren)

2020
- eine Etappe Bałtyk-Karkonosze Tour

2021
- Prolog Istrian Spring Trophy
- Prolog Tour Alsace

2022
- Gesamtwertung, eine Etappe und Punktewertung Flanders Tomorrow Tour
- Mannschaftszeitfahren Ronde de l’Isard
- Europameisterschaften – U23 Mixed-Staffel

2023
- Punktewertung Olympia’s Tour